# Горбаченко, Виктор Иванович
Горбаченко, Виктор Иванович (род. 26 сентября 1957 года, Дымер, Киевская область, Украина) — советский и украинский пилот, многократный абсолютный чемпион и призёр чемпионатов Украины по высшему пилотажу.
В самолётном спорте с 1978 года. Воспитанник Одесского АСК ДОСААФ СССР.
Призёр чемпионатов мира и Европы по высшему пилотажу. Мастер спорта Украины международного класса, входит в основной состав сборной команды Украины по самолётному спорту с 1995 года.